# Taiwanstruikzanger
De taiwanstruikzanger (Locustella alishanensis, synoniem: Bradypterus alishanensis) is een zangvogel uit de familie van de Locustellidae. De vogel werd pas in 2000 beschreven.

## Verspreiding en leefgebied
Deze soort is endemisch op Taiwan.

## Status
De grootte van de populatie is niet gekwantificeerd maar de soort wordt omschreven als vrij algemeen. Op de Rode lijst van de IUCN heeft deze soort de status niet bedreigd.